# Улица Кирпичные Выемки
У́лица Кирпи́чные Вы́емки — улица, расположенная в Южном административном округе города Москвы на территории района Чертаново Южное.

## История
Улица получила название в 1960 году. Рядом с улицей, начиная с 1900 года, располагался кирпичный завод А. П. Верховского. Полагают, что поблизости для него и добывали (вынимали) глину.

## Расположение
Улица Кирпичные Выемки начинается от Варшавского шоссе, идёт на юго-восток и заканчивается переходом в Дорожную улицу.

## Примечательные здания и сооружения

### по нечётной стороне
- Дом 3 — фирма Газприборавтоматика (ДО ПАО "Газпром автоматизация"), банкомат Газпромбанка.

### по чётной стороне
- Дом 2, корпус 1 — компания «Biglion».

## Транспорт
По улице не проходят маршруты наземного общественного транспорта.

### Автобус
Ближайшая остановка автобусов «Улица Кирпичные Выемки» расположена на примыкании улицы к Варшавскому шоссе.
- Автобусы: м95, с916, с919, с962, с986, с986э, с997, н8

### Метро
- Станция метро «Аннино» Серпуховско-Тимирязевской линии — в 550 м на юг от пересечения с Варшавским шоссе.
- Станция метро «Улица Академика Янгеля» Серпуховско-Тимирязевской линии — в 700 м на север от пересечения с Варшавским шоссе

### Железнодорожный транспорт
- Станция «Красный Строитель» Курского направления МЖД — в 570 м на север от пересечения с Дорожной улицей